# Jan Bronkhorst
Johann ("Jan") Bronkhorst (Hiesfeld (Duitsland), 3 maart 1914 – Velp, 6 januari 1986) was een Nederlands voetbalscheidsrechter.
Bronkhorst was actief sinds 1932 en floot sinds 1946 internationale wedstrijden. Hij floot één wedstrijd op het wereldkampioenschap voetbal 1958 en één op het Europees kampioenschap voetbal in 1960. Bronkhorst leidde ruim 1500 wedstrijden, waarvan 167 wedstrijden in de Eredivisie. Hij keerde zich van het voetbal af omdat er naar zijn mening geen respect meer was door de invloed van geweld en geld. Hij werd benoemd tot bondsridder KNVB in 1962 en tot erelid van de Arnhemse scheidsrechtersvereniging. Van de FIFA ontving hij voor zijn verdiensten de Special Award voor arbiters.